# مركز تكنولوجيا الكم في سنغافورة
مركز تقنيات الكم (CQT) Centre for Quantum Technologies في سنغافورة هو مركز أبحاث  تستضيفه جامعة سنغافورة الوطنية .  يجمع المركز بين الفيزيائيين وعلماء الكمبيوتر والمهندسين لإجراء البحوث الأساسية في فيزياء الكم وبناء أجهزة تعتمد على الظواهر الكمومية. يقوم الخبراء في تقنيات الكم بتطبيق اكتشافاتهم في الحوسبة والاتصالات والاستشعار. 

## مهمة المركز
تتمثل مهمة مركز تكنولوجيا الكم CQT هي إجراء بحث نظري وتجريبي متعدد التخصصات في نظرية الكم وتطبيقها على معالجة المعلومات . لقد كان اكتشاف أن فيزياء الكم تسمح بأنماط جديدة من معالجة المعلومات تتطلب أن تحل التعميمات الكمومية محل النظريات الكلاسيكية للحساب والمعلومات والتشفير. هذه تبشر بحساب أسرع واتصالات أكثر أمانًا مما هو ممكن تقليديًا. التركيز والعمل الرئيسي لـ CQT هو تطوير تقنيات الكم للتحكم المتماسك في الفوتونات والذرات الفردية ، واستكشاف كل من النظرية والإمكانيات العملية لبناء أجهزة ميكانيكا الكم للتشفير والحساب .

## تاريخ المركز
بدأ البحث في علم المعلومات الكمومية في سنغافورة عام 1998.  بدأها كويك ليونج تشوان من ولاي تشوي هينج وأوه تشو هياب وكولديب سينغ كسلسلة من الندوات غير الرسمية في جامعة سنغافورة الوطنية. اجتذبت الندوات الباحثين المحليين ، ونتيجة لذلك ، تم تشكيل مجموعة تكنولوجيا المعلومات الكمية. Quantum Information Technology Group
في فبراير 2002 ، وبدعم من الوكالة السنغافورية للعلوم والتكنولوجيا والبحوث ( A * STAR ) ، تم توحيد الجهود البحثية في هذا المجال. أدى ذلك إلى عدد من التعيينات في هيئة التدريس.
في عام 2007 ، تم اختيار مجموعة تكنولوجيا المعلومات الكمية لتكون جوهر أول مركز أبحاث متميز في سنغافورة. تأسس مركز تقنيات الكم في ديسمبر 2007 بمبلغ 158 مليون دولار أمريكي لقضاء أكثر من عشر سنوات.
يتم تمويل مركز تقنيات الكم من قبل مؤسسة سنغافورة الوطنية للبحوث ووزارة التعليم . تستضيفها جامعة سنغافورة الوطنية ، لكنها تتمتع باستقلالية كبيرة في كل من متابعة أهدافها البحثية والحوكمة. وللمركز مجلس إداري خاص به ومجلس استشاري علمي ويرأسه مدير المركز.

## الابحاث
يُجري مركز تقنيات الكم بحثًا عبر مجموعة واسعة من المجالات في علم المعلومات الكمومية ، من النظرية إلى التطبيقية.  يتم نشر نتائج البحث من CQT في المجلات الرئيسية ، بما في ذلك Nature وScience و Physical Review Letters .  فيما يلي مجموعات بحثية نشطة في المركز:

### علوم الكمبيوتر
الباحثون الرئيسيون: ديفيش أغروال ، راهول جاين ، هارتموت كلاوك ، تروي لي ، ميكلوس سانثا
تشمل مجالات البحث ما يلي:
- خوارزمية الكم ، شبكة الكم
- تعقيد الاتصال ، تعقيد الاستعلام
- البراهين التفاعلية ، البراهين المعرفة الصفرية ، والألعاب الكمومية

### نظرية متعددة التخصصات
الباحثون الرئيسيون: ديميتريس ج.أنجيلاكيس ، بيرتهولد جورج إنجليرت ، جوزيف فيتزسيمونز ، داغومير كاسزليكوفسكي ، كويك ليونغ تشوان ، أوه تشو هياب ، فاليريو سكاراني ، فلاتكو فيديرال

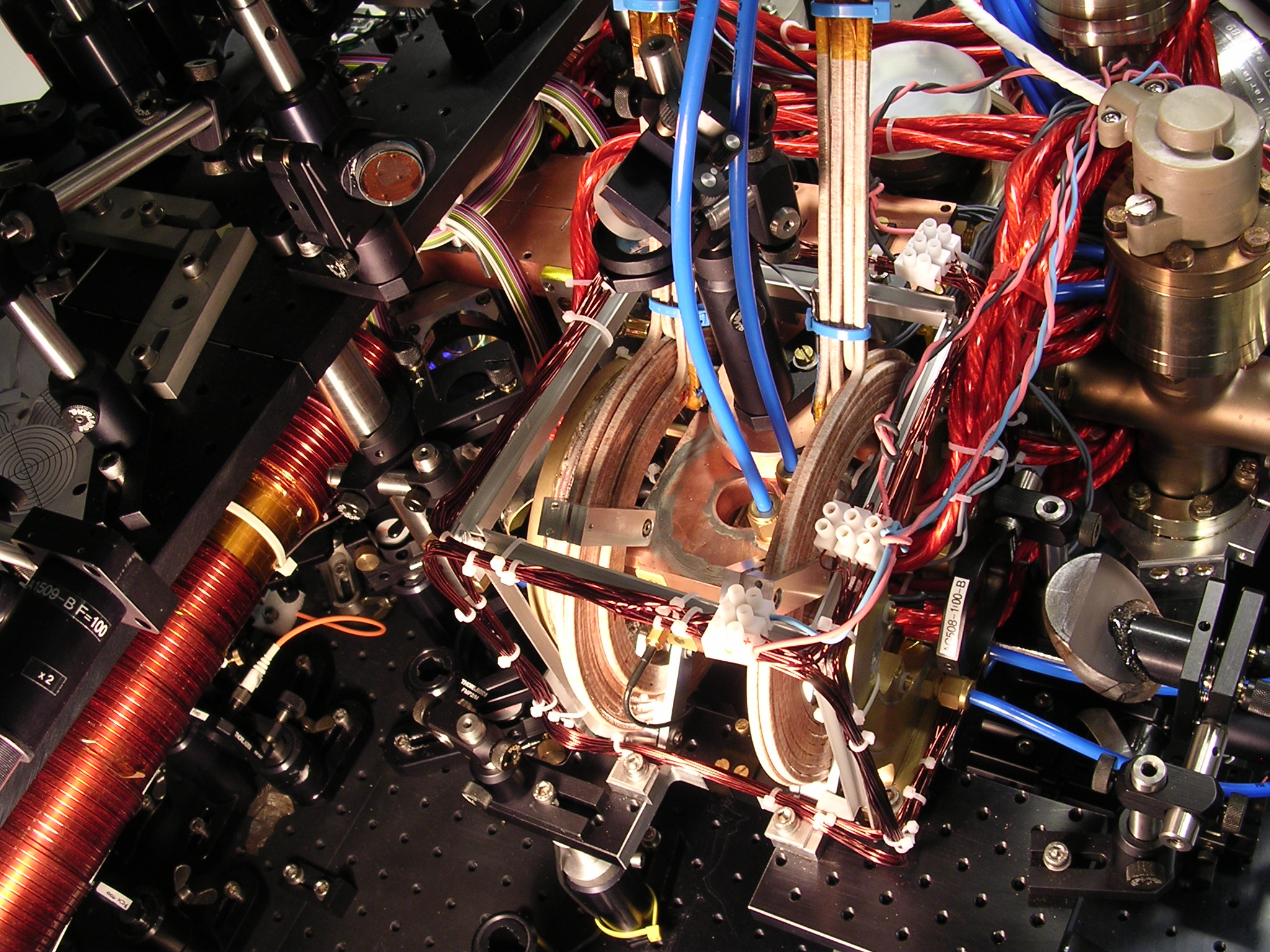
إعداد المادة الكمية في مركز تقنيات الكم

- التشابك
- الحساب الكمي والتشفير
- معلومات الكم
- الفرميونات الباردة

### المعامل التجريبية
الباحثون الرئيسيون: موراي باريت ، كاي ديكمان ، راينر دومكي ، كريستيان كورتسيفر ، وينهوي لي ، ألكسندر لينغ ، دزيميتري ماتسوكيفيتش ، ماناس موخيرجي ، هوانكيان لوه ، ترافيس نيكلسون
تشمل مجالات البحث ما يلي:
- البصريات الكمومية
  - مصادر أزواج الفوتونات المتشابكة
  - واجهات ذرة واحدة
  - التشفير الكمي والقرصنة الكمومية
- الذرات والأيونات الباردة
  - رقائق الذرة
  - الفخاخ الأيونية
  - التجاويف البصرية
  - مصائد بصرية
  - المشابك البصرية
  - مكثفات الفرميونية

## برنامج التخرج
يوفر مركز تقنيات الكم برنامج دراسات عليا مشتركًا مع جامعة سنغافورة الوطنية .

## الزملاء الزائرون
يجتذب المركز الباحثين المتميزين في بداية ومتوسط حياتهم المهنية من المؤسسات الرائدة للعمل بشكل تعاوني مع أعضاء هيئة التدريس المضيفة في NUS المشاركين في أبحاث علوم المعلومات الكمومية. من بين الزوار البارزين في الماضي ماري بيث روسكاي ورينهارد فيرنر. في الآونة الأخيرة ، تمت دعوة باحثين من فروع التكنولوجيا أيضًا. 

## التواصل والأحداث
تنظم CQT الأحداث بما في ذلك الندوات والمحادثات وورش العمل والمؤتمرات.  وللمركز صفحة على الفيسبوك ،  قناة يوتيوب  وتويتر على تويتر باسمquantumlah. 

## الروابط الخارجية
- الموقع الرسمي